# Ion Miles

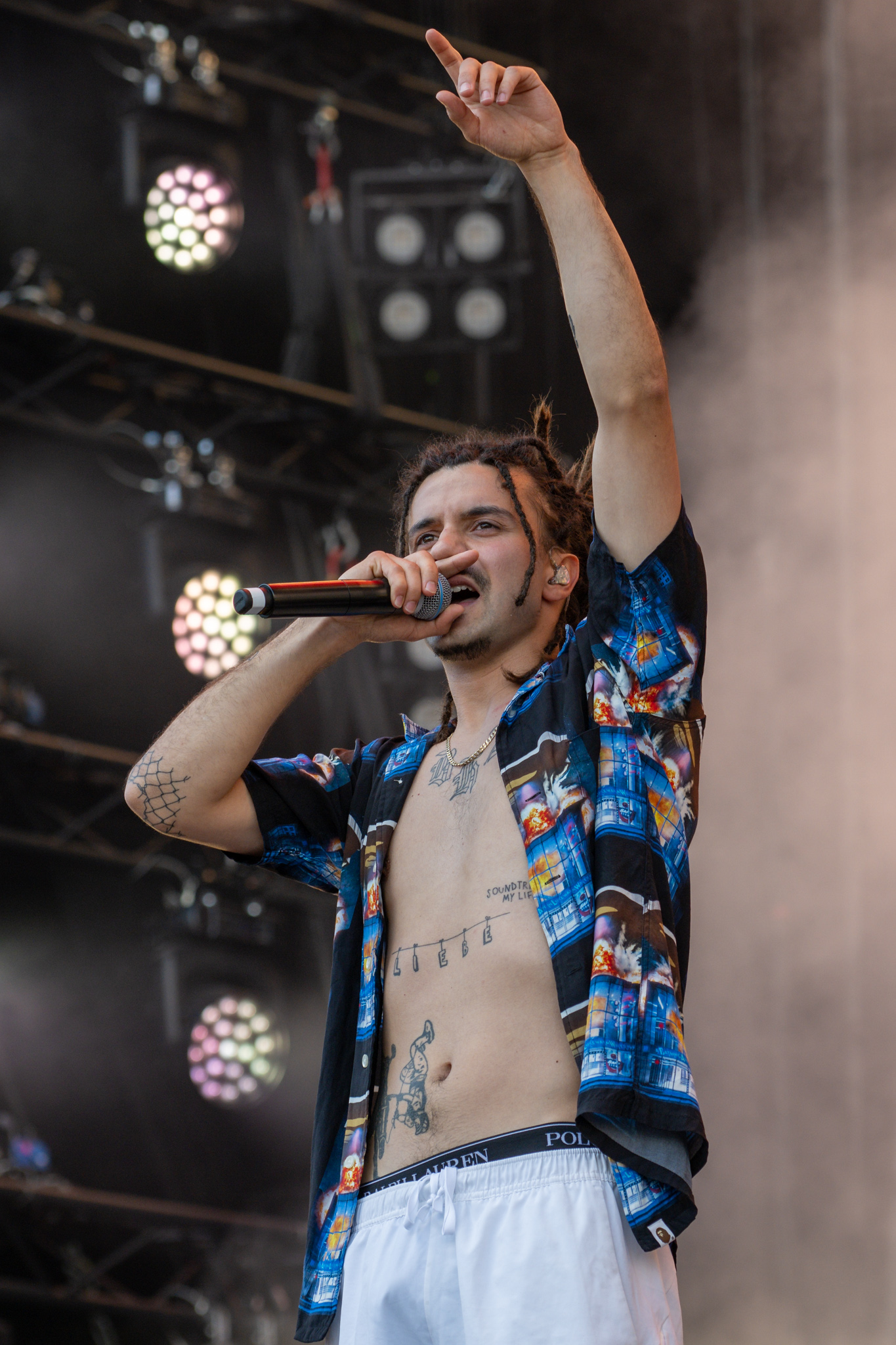
Ion Miles (2022)

Ion Miles (bürgerlich Ion Miles Koumaris) ist ein deutscher Rapper aus Berlin. Er gehört der Berliner Rapcrew BHZ aus Berlin-Schöneberg an.

## Leben
Ion Miles begann bereits mit 16 Jahren mit dem Rappen. Er ist Gründungsmitglied der Berliner Rapcrew BHZ, die neben ihm aus vier weiteren Rappern und drei Produzenten besteht. Neben den gemeinsamen Veröffentlichungen erschien von Ion Miles 2019 das Mixtape Game Over zusammen mit Monk, einem weiteren Rapper der Crew.
Am 22. April 2022 veröffentlichte Ion Miles seine Solosingle Powerade, die auf einem Sample des Songs Kids der US-amerikanischen Indietronic-Band MGMT aus dem Jahr 2009 beruht. Der Titel des Songs basiert auf dem gleichnamigen Sportgetränk des Getränkeherstellers The Coca-Cola Company. Das Lied wurde produziert von SiraOne und erreichte Platz zwei der deutschen Singlecharts. Es handelte sich dabei nicht um seine erste Chartplatzierung, aber die erste, die als Solosingle gewertet wurde.

## Diskografie

### Studioalben
| Jahr | Titel         | Höchstplatzierung, Gesamtwochen, AuszeichnungChartplatzierungen (Jahr, Titel, Platzierungen, Wochen, Auszeichnungen, Anmerkungen) | Höchstplatzierung, Gesamtwochen, AuszeichnungChartplatzierungen (Jahr, Titel, Platzierungen, Wochen, Auszeichnungen, Anmerkungen) | Anmerkungen                         |
| Jahr | Titel         | DE | AT | Anmerkungen                         |
| ---- | ------------- | --- | --- | ----------------------------------- |
| 2022 | In Liebe, Ion | DE15 (3 Wo.)DE | AT44 (1 Wo.)AT | Erstveröffentlichung: 24. Juni 2022 |

### Mixtapes
- 2019: Game Over (mit Monk)

### EPs
| Jahr | Titel                           | Höchstplatzierung, Gesamtwochen, AuszeichnungChartplatzierungen (Jahr, Titel, Platzierungen, Wochen, Auszeichnungen, Anmerkungen) | Höchstplatzierung, Gesamtwochen, AuszeichnungChartplatzierungen (Jahr, Titel, Platzierungen, Wochen, Auszeichnungen, Anmerkungen) | Anmerkungen                                       |
| Jahr | Titel                           | DE | CH | Anmerkungen                                       |
| ---- | ------------------------------- | --- | --- | ------------------------------------------------- |
| 2025 | Beeil dich wir werden erwachsen | DE37 (1 Wo.)DE | CH50 (1 Wo.)CH | Erstveröffentlichung: 4. Juli 2025 mit Sira & BHZ |

### Singles
| Jahr | Titel Album                        | Höchstplatzierung, Gesamtwochen, AuszeichnungChartplatzierungen (Jahr, Titel, Album, Platzierungen, Wochen, Auszeichnungen, Anmerkungen) | Höchstplatzierung, Gesamtwochen, AuszeichnungChartplatzierungen (Jahr, Titel, Album, Platzierungen, Wochen, Auszeichnungen, Anmerkungen) | Höchstplatzierung, Gesamtwochen, AuszeichnungChartplatzierungen (Jahr, Titel, Album, Platzierungen, Wochen, Auszeichnungen, Anmerkungen) | Anmerkungen                                                                             |
| Jahr | Titel Album                        | DE | AT | CH | Anmerkungen                                                                             |
| --- | ---------------------------------- | --- | --- | --- | --------------------------------------------------------------------------------------- |
| 2021 | Blueberry Yum Yum Halb:vier Deluxe | DE67 (1 Wo.)DE | — | — | Erstveröffentlichung: 16. Juli 2021 BHZ mit Monk, Dead Dawg & Ion Miles                 |
| 2022 | Powerade In Liebe, Ion             | DE2 Platin · (69 Wo.)DE | AT3 Gold · (31 Wo.)AT | CH14 Gold · (25 Wo.)CH | Erstveröffentlichung: 22. April 2022 mit SiraOne & BHZ                                  |
| 2022 | Top auf In Liebe, Ion              | DE100 (1 Wo.)DE | — | — | Erstveröffentlichung: 20. Mai 2022 mit BHZ                                              |
| 2022 | Pass nicht rein In Liebe, Ion      | DE65 (1 Wo.)DE | — | — | Erstveröffentlichung: 23. Juni 2022 mit BHZ & Longus Mongus                             |
| 2022 | Runnin –                           | DE36 (2 Wo.)DE | — | CH56 (1 Wo.)CH | Erstveröffentlichung: 12. August 2022 mit BHZ, Monk, Longus Mongus, Big Pat & Dead Dawg |
| 2023 | Comme des garçons –                | DE— aDE | — | — | Erstveröffentlichung: 14. April 2023 mit Sira                                           |
| 2023 | Katana –                           | DE— bDE | — | — | Erstveröffentlichung: 24. August 2023 BHZ mit Big Pat, Ion Miles & Monk                 |
| 2023 | Crash Dummy –                      | DE24 (4 Wo.)DE | AT42 (2 Wo.)AT | CH42 (2 Wo.)CH | Erstveröffentlichung: 3. November 2023 mit BHZ & Monk                                   |
| Folgende Lieder erschienen nicht als Single, wurden aber durch das Album zum Download und Streaming bereitgestellt und konnten somit eine Platzierung erlangen: |                                    | | | |                                                                                         |
| |                                    | | | |                                                                                         |
| 2021 | Halligalli Dachfenster EP          | DE92 (1 Wo.)DE | — | — | 01099 feat. BHZ, Longus Mongus, Gustav, Ion Miles, Big Pat, Paul & Zachi                |
| 2022 | Cusengos In Liebe, Ion             | DE— cDE | — | — | mit BHZ feat. Big Pat                                                                   |